# Ceratello
Ceratello is een plaats (frazione) in de Italiaanse gemeente Costa Volpino.